# Peter Popovic
Peter Popovic, egentligen Petar Popović, född 10 februari 1968 i Köping, är en svensk ishockeytränare och före detta ishockeyspelare, verksam som back. Han spelade för Västerås IK och Södertälje SK i elitserien och för fyra olika klubbar i NHL. Som tränare har han bland annat varit assisterande förbundskapten för Sveriges herrlandslag.

## Biografi
Popovic, som har serbiskt ursprung, växte upp i Arboga. Han började spela ishockey i IFK Arboga. Under ungdomstiden spelade han forward, men efter att han börjat på hockeygymnasiet i Västerås blev han omskolad till back. Som spelare i Västerås IK var han med om klubbens uppflyttning till elitserien 1988 och serieseger i elitserien 1992/1993.
Popovic spelade sedan åtta säsonger i NHL för Montreal Canadiens, New York Rangers, Pittsburgh Penguins och Boston Bruins. Sin längsta vistelse gjorde han i Montréal där han spelade i fem säsonger. På 485 NHL-matcher gjorde Popovic 10 mål och 63 assists. Bland svenska spelare i NHL-historien har endast Kjell Samuelsson (201 cm) varit längre än Popovic (198 cm). 
2001 lämnade Popovic Nordamerika för att återvända till Sverige och Södertälje SK, där han kom att spela fyra säsonger. I slutet av säsongen 2005/2006, då han åter spelade för Västerås IK, avslutade han sin karriär efter en knäskada.
Han representerade Sveriges A-landslag i ishockey 38 gånger och var med och vann silver i VM 1993.
Popovic var huvudtränare för Södertälje SK mellan åren 2009 och 2011. Han var sedan assisterande förbundskapten i Tre Kronor 2011–2019, under först Per Mårts och därefter Rikard Grönborg. Han var med och coachade Sverige till tre VM-guld: 2013, 2017 och 2018. Han var sedan under knappt två säsonger assisterande tränare i Färjestad BK, och under en och en halv säsong i schweiziska ZSC Lions.

## Meriter
- World Cup trea 1996
- VM-silver 1993

## Klubbar som spelare
- VIK Västerås HK 2005–2006
- Södertälje SK 2001-2005
- Boston Bruins 2000–2001
- Pittsburgh Penguins 1999–2000
- New York Rangers 1998–1999
- Montreal Canadiens 1995–1998
- Västerås IK 1994–1995 (under NHL-lockouten)
- Montreal Canadiens 1993–1994
- Västerås IK 1986–1993
- IFK Arboga, moderklubb

## Uppdrag som tränare
- VIK Västerås HK 2008–2009 (assisterande)
- Södertälje SK 2009–2011
- Sveriges herrlandslag 2011–2019 (assisterande)
- Färjestad BK 2019–2021 (assisterande)
- ZSC Lions 2021–2022 (assisterande)